# KS Ada Velipojë
Maillots
Le KS Ada Velipojë est un club albanais de football basé à Velipojë.
Son équipe masculine joue pour la saison 2011-2012 en deuxième division albanaise tandis que l'équipe féminine évolue en première division. Les footballeuses ont réalisé le doublé Coupe-Championnat en 2011 et sont la première équipe albanaise à participer à la Ligue des champions féminine de l'UEFA, lors de la saison 2011-2012. Elles conservent leur titre en 2012 et en 2013.